# Division (альбом the Gazette)
DIVISION (Разделение) — шестой студийный альбом японской visual kei рок-группы the GazettE, вышедший 29 августа 2012 года в Японии и 1 октября 2012 года в Европе.
Альбом вышел в двух изданиях: в обычном и ограниченном. Обычное издание включает в себя CD с 12 песнями. Ограниченное издание включает в себя 2 CD с 14 песнями и DVD с клипами на песни: Ibitsu,  Diplosomia и DERANGEMENT.
В поддержку альбома, группа провела тур, первая часть которого Groan of Diplosomia 01 началась 8 октября 2012 года в Yokosuka Arts Theatre и завершилась 29 ноября в NHK Hall. Вторая часть тура Groan of Diplosomia 02 началась 2 февраля 2013 года и завершилась финалом MELT 10 марта в Сайтама Супер Арена.

## Список композиций

### Ограниченное издание
Все тексты написаны Руки.
| №  | Название                            | Автор(ы) | Длительность |
| -- | ----------------------------------- | -------- | ------------ |
| 1. | «[Depth]»                           | Руки     | 1:13         |
| 2. | «Ibitsu (Искажение)»                | Руки     | 3:59         |
| 3. | «Kago no Sanagi (Куколка с клетки)» | Кай      | 4:38         |
| 4. | «Hedoro (Отстой)»                   | Уруха    | 3:32         |
| 5. | «Kagefumi (Наступая на тени)»       | Уруха    | 4:21         |
| 6. | «Yoin (Отзвук)»                     | Аой      | 3:28         |
| 7. | «[Diplosomia]»                      | Руки     | 1:43         |

| №  | Название            | Длительность |
| -- | ------------------- | ------------ |
| 1. | «Ibitsu (歪), PV»   |              |
| 2. | «[Diplosomia] (PV)» |              |
| 3. | «DERANGEMENT (PV)»  |              |

| №  | Название                                        | Автор(ы) | Длительность |
| -- | ----------------------------------------------- | -------- | ------------ |
| 1. | «[XI]»                                          | Руки     | 1:45         |
| 2. | «Derangement (Помешательство)»                  | Руки     | 4:42         |
| 3. | «Required Malfunction (Обязательный сбой)»      | Руки     | 4:07         |
| 4. | «Dripping Insanity (Капли безумия)»             | Руки     | 4:07         |
| 5. | «Attitude (Отношение)»                          | Руки     | 3:29         |
| 6. | «Gabriel on the Gallows (Габриэль На Виселице)» | Уруха    | 4:03         |
| 7. | «[Melt] (Расплавится)»                          | Уруха    | 3:07         |

### Обычное издание
| №   | Название                  | Автор(ы) | Длительность |
| --- | ------------------------- | -------- | ------------ |
| 1.  | «[XI]»                    | Руки     | 1:45         |
| 2.  | «Gabriel on the Gallows»  |          | 4:03         |
| 3.  | «Derangement»             |          | 4:42         |
| 4.  | «Dripping Insanity»       |          | 4:07         |
| 5.  | «Yoin (余韻)»             |          | 3:28         |
| 6.  | «Ibitsu (歪)»             |          | 3:59         |
| 7.  | «Kagefumi (影踏み)»       |          | 4:21         |
| 8.  | «Kago no Sanagi (籠の蛹)» |          | 4:38         |
| 9.  | «Hedoro (ヘドロ)»         |          | 3:32         |
| 10. | «Attitude»                |          | 3:29         |
| 11. | «Required Malfunction»    |          | 4:07         |
| 12. | «[Melt]»                  |          | 3:07         |

## Продажи альбома и позиция в чарте
Альбом достиг 4 места в чарте Oricon. За первую неделю было распродано 23 051 копий, общее количество продаж составило 30 847.